# Maider Etxebarria
Maider Etxebarria García (Vitoria, 8 de julio de 1976) es una política española del Partido Socialista de Euskadi-Euskadiko Ezkerra, alcaldesa de Vitoria desde 2023. 

Anteriormente, ha sido directora de Turismo del Gobierno Vasco desde 2016 al 2019, primera teniente de alcalde y concejal de Promoción Económica, Empleo, Comercio y Turismo del Ayuntamiento de Vitoria entre 2019 y 2023 y líder el grupo municipal del PSE-EE en Vitoria. 

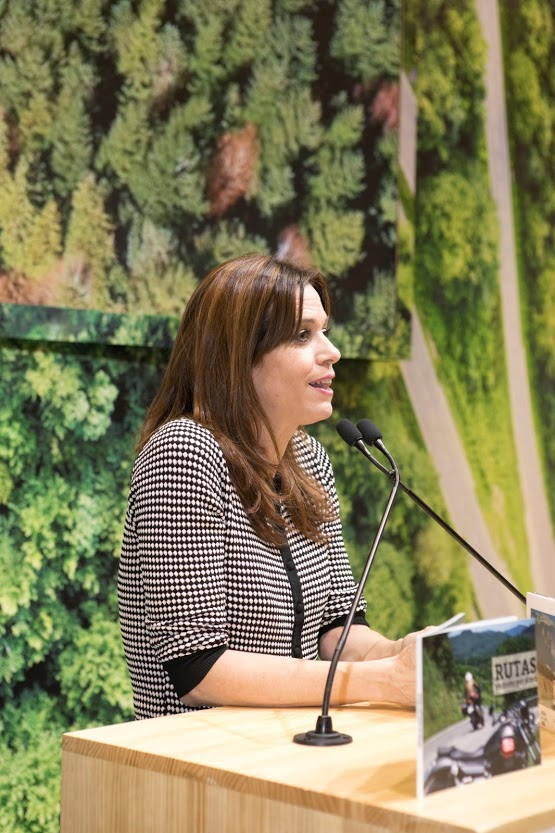
Etxebarria en la Feria Fitur de 2019

## Biografía
Maider Etxebarria nació en Vitoria el 8 de julio de 1976.
Se diplomó como técnico de Empresas y Actividades Turísticas por la Universidad de Deusto (1999) y se graduó en Filología Alemana por la Universidad del País Vasco (2014). Obtuvo el ”Diplôme Supérieur d´Etudes Françaises Modernes” de la Alliance Française. Se tituló como guía oficial de Turismo y ha ejercido la mayor parte de su carrera profesional en el sector privado, primero como trabajadora por cuenta ajena y después como empresaria. Habla castellano, alemán, francés e inglés con competencias plenas, y euskera e italiano con competencias medias.
Secretaria ejecutiva de Turismo del Partido Socialista de Euskadi-Euskadiko Ezkerra (PSE-EE), en el año 2016 se incorporó al Gobierno Vasco como directora de Turismo y Hostelería en la Consejería de Turismo, Comercio y Consumo encabezada por el politólogo Alfredo Retortillo. Entre sus tareas estuvo el desarrollo legislativo y el control de las Viviendas de Uso Turístico en Euskadi. Reguló esta figura aprobando el DECRETO 101/2018.

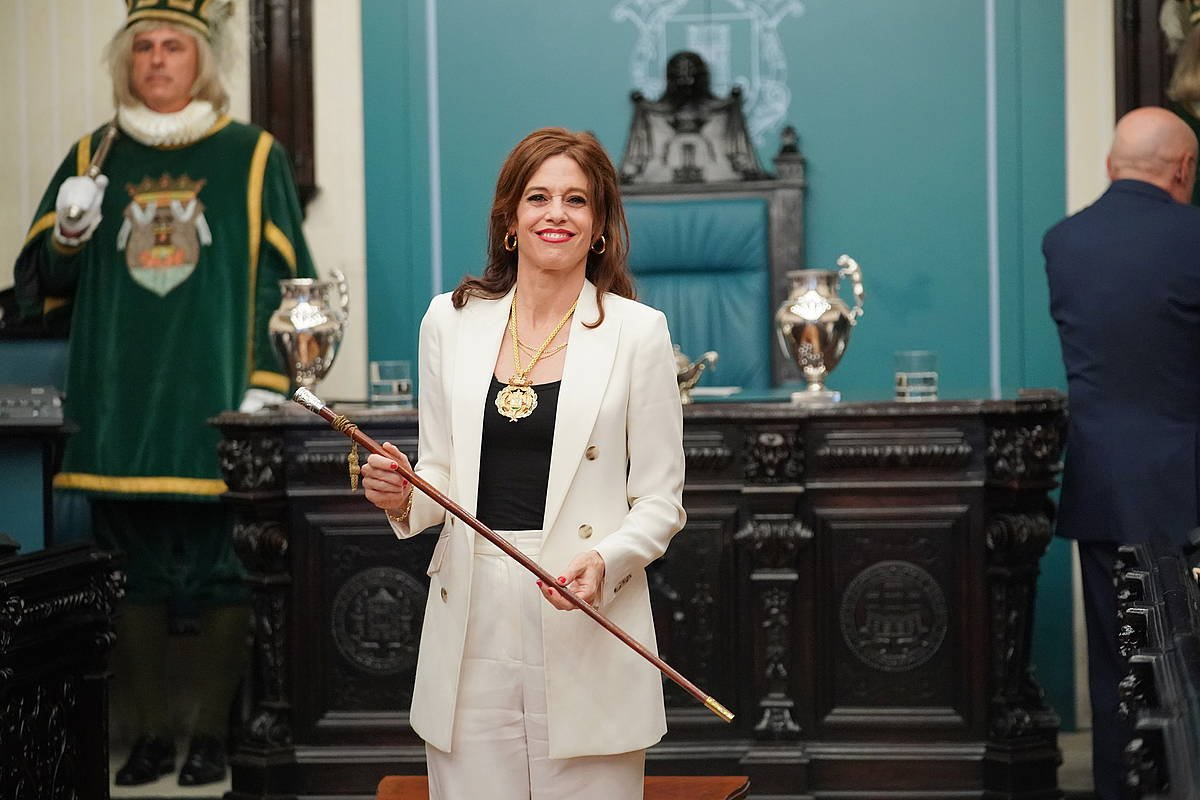
Etxebarria fue elegida alcaldesa de Vitoria el 17 de junio de 2023.

A finales del 2018 se anunció su proclamación como candidata a la alcaldía de Vitoria por el PSE-EE (PSOE).
En las elecciones municipales de 2019, lideró la candidatura del PSE-EE (PSOE) en Vitoria. Frente a las encuestas, como el Sociómetro del Gobierno Vasco y Eitb Focus, que pronosticaban un resultado discreto para la candidatura, la lista del PSE-EE-PSOE consiguió la segunda posición con 25.524 votos, 11.211 votos más que en los anteriores comicios municipales, a dos puntos porcentuales de la lista del PNV.
El 17 de junio de 2023 fue elegida alcaldesa de Vitoria con el apoyo del Partido Nacionalista Vasco (PNV) y el Partido Popular (PP), convirtiéndose así en la primera alcaldesa de la ciudad  y en la primera alcaldesa de una capital de provincia del País Vasco en democracia.